# Вулиця Попова (Київ)
Ву́лиця Попо́ва — вулиця в Оболонському районі Києва, місцевість Пріорка. Пролягає від Сокальської до Автозаводської вулиці. 
Прилучається Червиновський провулок.

## Історія
Вулиця виникла у 1950-ті роки під назвою 724-а Нова. Сучасна назва на честь О. С. Попова — з 1955 року.
31 липня 2023 року опубліковано петицію до Київської міської ради із пропозицією перейменувати вулицю Попова на честь видатного українського архітектора Йосипа Каракіса.

## Організації[3]
- 1 — ЖЕК № 512 Оболонського району [Архівовано 28 квітня 2021 у Wayback Machine.]
- 6 —  Супермаркет «Бадьорий»
- 7 — Дошкільний навчальний заклад № 224 (дитячий сад)
- 12 — Салон краси «Софія»
- 12 — Крамниця «Щедрий кошик»
- 12 — «Нова Пошта», поштомат № 3103
  - 12 — Бібліотека «Обрій» для дітей
  - 14 — Гастроном

## Житлові будинки[4]
| № будинку | серія    | кількість поверхів | дата будівництва |
| --------- | -------- | ------------------ | ---------------- |
| 3/5 К7    |          | 4                  | 1962             |
| 3/5 К5    |          |                    |                  |
| 4/2       | хрущовка | 5                  | 1960             |
| 5         |          | 9                  | 1984             |
| 6         |          | 9                  | 1972             |
| 8         |          | 9                  | 1972             |
| 8А        |          | 9                  | 1972             |
| 9         |          | 4                  | 1995             |
| 10        |          | 9                  | 1972             |
| 10А       |          | 9                  | 1972             |
| 11        |          | 9                  | 1982             |
| 12        |          | 9                  | 1972             |
| 14        |          | 5                  |                  |
| 15        |          | 16                 | 1990             |
| 17        |          | 16                 | 1990             |

## Цікаві факти
Нумерація будинків на вулиці має «дзеркальний» характер стосовно прийнятої в Києві: по лівому боці наростають парні номери, по правому — непарні. У Києві існує загалом не більше п'яти вулиць із таким типом нумерації.

## Зображення

Патріотична інсталяція перед будинком № 4/2
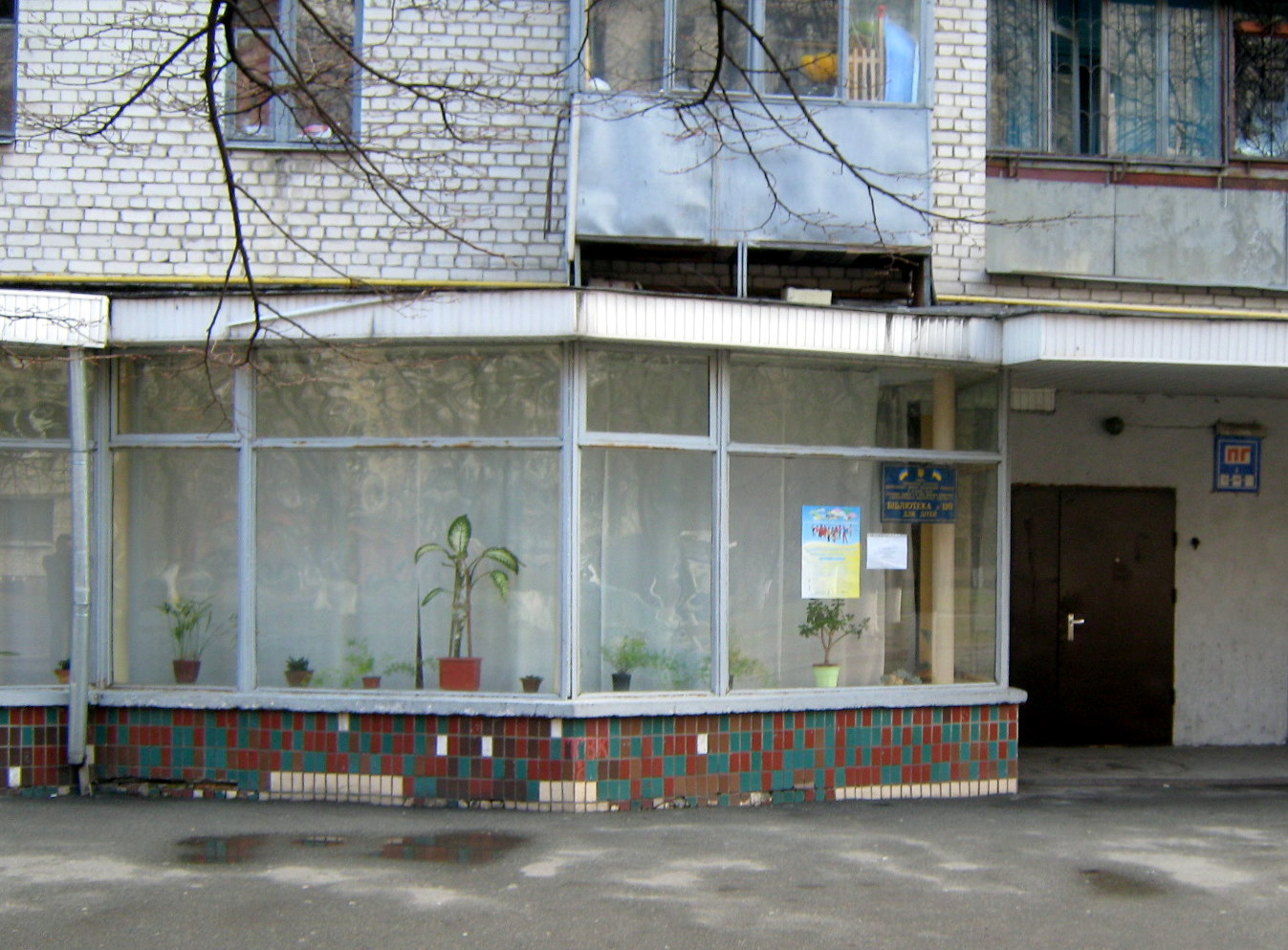
Бібліотека «Обрій» для дітей
Житловий будинок-«сталінка» на вул. Попова, 7. Фото 2023 року